# Дубровский, Павел Андреевич
Па́вел Андре́евич Дубро́вский (1780, 1782 или 1783 — после 1852) — российский архитектор. Киевский губернский архитектор с 1829 по 1830 год, Тульский губернский архитектор (1833-1846).

## Биография
Павел Андреевич окончил Воспитательный дом в Москве. С 1806 года работал помощником архитектора при постройке ряда больниц (Голицынской и Шеремевской). Затем работал помощником архитектора при строительстве Екатерининского института. В 1808 году переехал на Черниговщину где работал помощником губернского архитектора А. Карташевского и И. Лукини. С 1817 был служащим малороссийской Черниговской строительной экспедиции. В том же 1817 году он опять в Москве, где работал помощником архитектора в бригаде Л. Л. Карбоньера. Через пять лет возвращается на Украину чтобы поступить на работу помощником главного архитектора Черноморского департамента.
В марте  1833 года Павел Андреевич переведен на должность Тульского губернского архитектора. а в 1834 году в Туле произошли  два больших пожара. Вся работа по восстановлению города и все решения о перестройках после пожара легла на плечи губернского архитектора. «Губернский архитектор Дубровский, после бывших в 1834 г. в г. Туле опустошительных пожаров, находясь в звании этом, без помощника, составил частных планов и фасадов более двух тысяч, для чего потребны были особенные весьма значительные труды, преодоленные им  собственно своею заботливостью без всякого  возмездия, составляя между тем в большом количестве сметы по должности своей, для общественных и публичных зданий, и что кроме этих трудов, по особым делаемым от меня (военного губернатора князя Голицына) командировкам исполнял всегда поручения с желаемым успехом.» В  1844 году губернский архитектор Дубровский за безупречную службу был награжден орденом святого Станислава 3 степени. В 1846 году личный дворянин П.А. Дубровский оставил службу в звании титулярного советника и как вольнопрактикующий архитектор продолжил вести архитектурный надзор за строительством Дома Дворянского собрания в г. Туле до 1852 года.

## Реализованные проекты
В Чернигове:
- Дворец (1824—1829 годы),
- Служебные флигеля (1825—1831 годы),
- Усадьба Петра Галагана в Дегтярь (1825—1832 годы)

В Киеве:
- Жилой дом К. Доливо-Блотницького по ул. Константиновской № 9
- Причт церкви Николы Доброго на ул. Боричев Ток № 20/4
- Дом аптекаря Г. Эйсмана на ул. Московской № 50 (1831, не сохранился)
- Дом на ул. Спасской № 10 (1832 год).

В других городах:
- Окружная больница (Белев)
- Каменные лавки (Кашира)
- Полковой лазарет (Богородицк)

С 1829 года получил должность киевского городского архитектора. На этом посту (в соавторстве с Л. Станзани, И. Богдановым, Л. Шмегельским) создал план Киева 1830 года. Затем он осуществлял авторский надзор над постройкой Гостиного двора, больницы на территории Кирилловского монастыря, Дома мер и весов и многих других построек. В 1833 году Павел Андреевич переезжает в Тулу, где тоже становится губернским архитектором.